# Raddon-et-Chapendu
Raddon-et-Chapendu é uma comuna francesa na região administrativa de Borgonha-Franco-Condado, no departamento de Alto Sona. Estende-se por uma área de 12,5 km². Em 2010 a comuna tinha 869 habitantes (densidade: 69,5 hab./km²).